# Comrades
"Comrades" é o episódio de estreia da segunda temporada da série de televisão americana The Americans, e o 14º episódio geral da mesma. Originalmente foi ao ar em 26 de fevereiro de 2014, nos Estados Unidos, pela FX.

## Enredo
Elizabeth Jennings (Keri Russell) deixa uma casa remota para voltar a sua residência depois de se recuperar de um ferimento à bala. Enquanto ela dirige por uma estrada florestal, freia o veículo para evitar bater em uma corça e dois filhotes. Assustada, a mesma e a corça aparentemente se encaram, fazendo contato visual. Os animais cruzam a estrada e ela continua dirigindo para casa. Enquanto isso, Philip Jennings (Matthew Rhys), como um agente americano, está organizando um acordo de armas com dois homens afegãos em um restaurante com tema do Oriente Médio; o afegão mais jovem está agindo como intérprete do outro, um homem mais velho que parece ser um tomador de decisões, provavelmente um ancião da aldeia. O intérprete se apresenta a Phillip com uma faca que ele afirma ter sido usada para matar seu primeiro soldado soviético e observa que matá-los foi difícil no começo, mas fica mais fácil com o tempo.
Phillip aceita a faca e atira em ambos os afegãos nas pernas/joelhos com uma pistola silenciada mantida sob a mesa; os dois afegãos caem no chão. Ele então mata o ancião ferido e dá ao intérprete ferido uma mensagem: ninguém, nem mesmo Alá, pode protegê-lo, pois a KGB está em toda parte. Como Phillip, em seguida, tenta sair do restaurante, com a intenção óbvia de deixar o intérprete vivo com a mensagem, o mesmo o ataca, puxando sua peruca. Phillip então o mata. Enquanto, em seguida, escapa do restaurante através da cozinha aparentemente deserta, Phillip encontra um ajudante de garçom escondido em um canto. Ele se aproxima e diz ao mesmo: "está tudo bem". O homem relaxa visivelmente, e Phillip atira em sua cabeça (presumivelmente por ser uma testemunha). Phillip retorna ao seu veículo e se emociona, quase chorando, antes de ir embora.
Na manhã seguinte, Philip leva Elizabeth para casa a tempo da festa de 11 anos de Henry (Keidrich Sellati). Durante a festa, ele dá a Stan Beeman um reembolso pela viagem que organizou como uma tentativa de reconciliação. Stan observa que é bom ver que Philip e Elizabeth  estão juntos novamente. Henry recebe um telescópio como presente de aniversário, mas está um pouco desapontado; ele estava esperando por um videogame. O mesmo corre para montar o telescópio, mas Phillip sugere esperar até amanhã, já que a babá, Abbie, chegará em breve para que ele e Elizabeth possam sair em um "encontro". Henry está inicialmente desapontado com a intenção deles saírem em seu aniversário, mas cede quando Paige (Holly Taylor) expressa aceitação da necessidade deles estarem sozinhos por um tempo.
A data, no entanto, é uma cobertura para uma missão que ajuda outro casal de espiões soviéticos, Emmett e Leanne Connors. Posando como segurança da Força Aérea, Phillip e Emmett invadiram um quarto de hotel onde Elizabeth e Leanne estavam fazendo sexo com Roy. Enquanto Phillip confronta Roy, Emmett leva as mulheres para uma porta onde ele instrui oficiais para leva-las para "lockup". Philip e Emmett confrontam Roy com os fatos que sua vida amorosa é sem sucesso e as circunstâncias de seu encontro sexual (revelando que Elizabeth e Leanne são espiãs que estavam dormindo com ele apenas por causa de suas ações secretas na Lockheed e no fato dele estar trabalhando no projeto Skunk Works). Em seguida, ambos se oferecem para "proteger" Roy, desde que ele revele seus protocolos de segurança na vida e na Lockheed, informe futuros registros telefônicos e contatos, e use os vários códigos fornecidos no seu trabalho.
Enquanto isso, Abbie, Henry e Paige estão assistindo televisão juntos em casa. Paige se levanta do sofá, volta para a lavanderia do porão e começa a revistar a mala de viagem de Elizabeth. Ela é surpreendida por Henry, que pergunta sobre suas ações. A mesma responde que pretende lavar a roupa como uma surpresa. Henry expressa descrença e desinteresse e sai. Sentados em um capô de carro bebendo cerveja em um canteiro de obras, Elizabeth e Leanne estão discutindo suas vidas atuais. Elizabeth revela a história de sua recente ausência, que foi que ela estava cuidando de uma tia doente, "Tia Helen". Elas são acompanhadas por Phillip e Emmett, que revelam a data da missão. Os dois casais relembram a infância de seus filhos e a rapidez com que crescem. Philip pergunta a Emmett como eles vão passar seu último dia na Virgínia. Os dois casais decidem ir ao parque de diversões no dia seguinte.
Mais tarde, naquela noite, Paige desconfia das atividades de seus pais. Ela se pergunta se eles já voltaram para casa, abre a porta e os vê fazendo sexo. Philip se pergunta, no café da manhã do dia seguinte, "se esta é a primeira vez que ela checa a gente?". No escritório de contrainteligência do FBI, o agente Frank Gaad (Richard Thomas) ordena que Stan pare de ficar tão obcecado com o caso do casal Illegals que escapou. O mesmo pede para que ele confie em sua fonte, Nina (Annet Mahendru), que relatou que a mulher tinha morrido de seus ferimentos e o homem tinha sido exfiltrado. Sanford invade a sede para exigir seus $500 mil. Stan diz a ele que não vai conseguir o dinheiro porque nenhuma das suas informações pode ser verificada.
Stan diz que está fazendo um favor a Sanford, mantendo-o fora da prisão porque o coronel Rennhull o acusou. Ele, com a ajuda de outro agente, leva uma cópia pirateada de The French Lieutenant's Woman para seu encontro com Nina. Ela fica descontente com o filme. No dia seguinte, Sanford vai à casa de Rennhull e é morto pelo mesmo em legítima defesa (supostamente). Gaad e Stan vão para a cena do crime. Stan observa os dois buracos de bala na cabeça de Sanford e diz: "Você acha que um na cabeça teria sido o suficiente". No parque de diversões, Emmett vê Philip e sinaliza para ele. O mesmo pede para Phillip fazer um passe com um homem não identificado (John Carroll Lynch) e usar Henry como um adereço para não alertar a equipe de vigilância do parque. Leanne diz a Philip para deixar o pacote em seu quarto em 45 minutos.
Philip e Elizabeth vão para o hotel e ficam chocados ao encontrar Emmett, Leanne e sua filha de 15 anos, Amelia, morta a tiros. Philip diz a ela para pegar as crianças enquanto ele pega as informações de Emmett. Ele sai do quarto e vê um adolescente de sunga passar por ele. O mesmo percebe que é o filho de Emmett, Jared. Ele sai o mais rápido possível, e Jared entra em seu quarto e grita horrorizado. O casal pega freneticamente seus filhos no parque e voltam para casa. Naquela noite, Philip decodifica a informação de Emmett e Elizabeth fica extremamente paranoica. Ele lamenta usar Henry como um suporte e colocá-lo em perigo, mas Elizabeth o perdoa. Ela diz que ele tem que passar a noite com Martha. Stan chega em casa cedo do trabalho. Sandra pede para ele ir ao cinema com ela. Coincidentemente, o filme é The French Lieutenant's Woman. O episódio termina com Philip, disfarçado de Clark, deitado com Martha, falando sobre seu trabalho. Enquanto isso, Elizabeth olha pela janela ansiosamente.

## Produção
O episódio foi dirigido por Thomas Schlamme, e escrito por Joel Fields e, o criador da série, Joe Weisberg.

## Recepção
O episódio foi aclamado pela crítica. O The A.V. Club deu ao episódio uma nota A, perfeita. Além disso, Eric Goldman, da IGN, classificou o episódio com 8.5/10 afirmando que "a série retornou com uma forte estreia que rapidamente elevou as apostas."